# Ulica Lubelska w Sokołowie Małopolskim
Ulica Lubelska – ulica w Sokołowie Małopolskim. Część drogi wojewódzkiej nr 878, a przed budową obwodnicy, również krajowej nr 19.
Ulica współcześnie ma ponad trzy kilometry długości. Rozpoczyna bieg od północno-wschodniego rogu rynku, po czym biegnie mniej więcej na północny wschód. Kończy się w węźle drogowym Sokołów Małopolski Północ. W tym miejscu na przestrzeni kilkuset metrów przecinają ją kilkukrotnie granice Sokołowa Małopolskiego, Turzy, Wólki Sokołowskiej i Górna. Jej kontynuacją jest ulica Rzeszowska w Górnie.

## Historia i nazwa
Ulica Lubelska należy do najstarszych ulic miasta. Początkowo nosiła nazwę miejscowości, ku której prowadzi: Lublina, Warszawy lub Kamienia. Nazwy używane były naprzemiennie, czasem równolegle jako nazwy oboczne. Wcześniej częściej w użyciu były nazwy pochodzące od dalszych miejscowości, później przeważała nazwa Kamieńska. Pierwsze zachowane potwierdzenie nazwy pochodzi z 1668 roku (w wersji „Lubelska”). W XVII wieku przedłużeniem jej zabudowy za wałem miejskim były zgrupowania domów pod nazwą Przedmieście za Bramą Lubelską, a potem Przedmieście Św. Ducha, od nazwy kościoła filialnego. W dwudziestoleciu międzywojennym jako patrona ulicy wybrano Józefa Piłsudskiego. Podczas okupacji niemieckiej funkcjonowała nazwa Hauptrasse (‘ulica główna’), a w PRL ulica Dąbrowszczaków. Do nazwy Lubelska wrócono w III Rzeczypospolitej.

## Ważniejsze obiekty
W 1992 roku do rejestru zabytków wpisano układ urbanistyczny Sokołowa pod numerem A-1246. W jego ramach wymieniono historyczną zabudowę i wpisano 14 domów i 3 budynki publiczne z numeracją ulicy Lubelskiej. W 2005 roku w gminnej ewidencji zabytków umieszczono 16 domów. Większość jest murowana, a kilka opatrzono adnotacją o złym stanie. Z wyjątkiem domu pod numerem 38 wszystkie pochodzą z XX w., po pożarze miasta z 1904 roku, głównie z okresu międzywojennego. Budynek pod numerem 21, niegdyś należący do burmistrza Jana Ożoga, mimo to rozebrano i wykreślono z rejestru w 2007 roku. W ewidencji i rejestrze znajdują się budynek sądu grodzkiego zaadaptowany później na liceum pod numerem 37, synagoga zaadaptowana na dom kultury pod numerem 5 i kościół Św. Ducha pod numerem 34.
W połowie XIX w. na rogu Rynku i Lubelskiej znajdowała się apteka, przeniesiona po kilku latach w inny róg rynku. Pod numerem 7 znajduje się dom handlowy „Rubin”. Między ulicą Lubelską a Okulickiego znajduje się fabryka silników Zgoda.
Od kilkuset lat przy ulicy Lubelskiej znajdowały się dwie świątynie. W obrębie miasta, na rogu z ulicą współcześnie nazywaną Kazimierza Wielkiego, synagoga, pierwotnie drewniana stara synagoga, od połowy XIX w. murowana nowa synagoga. Jej budynek przebudowywano od czasu likwidacji getta, przeznaczając na różne cele. Od lat 60. XX w. zaadaptowano go na dom kultury. Przed budynkiem znajduje się głaz upamiętniający stulecie niepodległości. Drugim budynkiem, leżącym pierwotnie na przedmieściu, jest kościół Św. Ducha, również przebudowywany. Jedna z jego postaci została w 1784 przeniesiona do Trzebosi.
Przy dawnej granicy miasta znajduje się kapliczka św. Stanisława Kostki w formie posągu na słupie. Ustawiono ją trzeciej ćwierci XVIII. Później była uszkadzana i reperowana. Przez pewien czas uważano ją za figurę św. Antoniego z Dzieciątkiem. Figura znajduje się przed zabudowaniami liceum, których główny budynek jest przekształconym budynkiem sądu grodzkiego. Jest jedną z czterech figur które do połowy XX w. stały na wyjazdach z miasta, funkcjonując jak słupy graniczne. W pobliżu znajduje się też przystanek autobusowy.
W rejonie ulicy znajdują się też stanowiska ujęte w ewidencji zabytków archeologicznych.